# Pelt (Belgique)
Pour les articles homonymes, voir Pelt.
Pelt est une commune néerlandophone de Belgique située en Région flamande dans la province de Limbourg. Elle a été créée au 1er janvier 2019, à la suite de la fusion entre Overpelt et Neerpelt. 

## Sections de la commune
| # | Section               | Superf. (km²) | Habitants (2020) | Habitants par km² | Code INS |
| - | --------------------- | ------------- | ---------------- | ----------------- | -------- |
| 1 | Neerpelt              | 29,39         | 13.978           | 475               | 72025A   |
| 2 | Sint-Huibrechts-Lille | 13,49         | 3.410            | 253               | 72025B   |
| 3 | Overpelt              | 40,90         | 15.685           | 384               | 72029A   |

## Politique et administration

### Liste des bourgmestres successifs
| Portrait                                                           | Identité           | Période          | Période          | Durée                     | Étiquette                       |
| Portrait                                                           | Identité           | Début            | Fin              | Durée                     | Étiquette                       |
| ------------------------------------------------------------------ | ------------------ | ---------------- | ---------------- | ------------------------- | ------------------------------- |
| Pas de portrait sous licence libre disponible pour Frank Smeets.   | Frank Smeets (d)   | 1er janvier 2019 | 1er janvier 2023 | 4 ans                     | Christen-Democratisch en Vlaams |
| Pas de portrait sous licence libre disponible pour Dennis Fransen. | Dennis Fransen (d) | 1er janvier 2023 | En cours         | 2 ans, 5 mois et 24 jours | Christen-Democratisch en Vlaams |

## Héraldique
|  | Les armoiries ci-contre sont utilisées par la commune depuis sa création. Elles ne semblent pas lui avoir été octroyées officiellement. Sont reprises ci-dessous les armoiries des deux communes fusionnées. |

|  | La commune d'Overpelt possédait des armoiries qui lui avaient été octroyées le 2 février 1982. Elles sont basées sur le sceau du conseil communal du XVIe siècle. Le sceau le plus ancien, connu depuis 1489, montre les armoiries du Comté de Looz (burelé de dix pièces d'or et de gueules), auquel le village appartenait. Sur le sceau suivant, à partir de 1588, le nombre de fasces de gueules a été réduit à trois et les lettres P E L T apparaissent. Les sceaux ultérieurs, des XVIIe et XVIIIe siècles, montrent quatre fasces de gueules et aucune lettre. Pour distinguer ces armoiries des armoiries à barres, la commune décida d'utiliser les armoiries de 1588. Blasonnement : D'or à trois fasces de gueules, le champ chargé des lettres majuscules P E L T de sable, placées en pal. (Traduction libre) Source du blasonnement : Heraldry of the World. |

|  | La commune de Neerpelt possédait des armoiries qui lui avaient été octroyées le 30 novembre 1981. Elles étaient une combinaison des fasces de gueules et d'or du Comté de Looz (à senestre) et des armoiries du domaine de Grevenbroek (Heerlijkheid Grevenbroek (nl)), de gueules et d'argent sur la moitié dextre. La commune de Neerpelt est composée des anciens domaines de Pelt et de Lille-Saint-Hubert. Historiquement, Pelt appartenait au Comté de Looz et Lille-Saint-Hubert faisait partie de Grevenbroek. Les armoiries de Grevenbroek sont celles des seigneurs d’Arkel, qui ont acquis le domaine en 1380. Blasonnement : Parti, à dextre d'argent à deux fasces contre-bretessées de gueules, et à senestre burelé de gueules et d’or de dix pièces . (Traduction libre) Source du blasonnement : Heraldry of the World. |

## Évolution démographique de la commune fusionnée
Graphe de l'évolution de la population de la commune. Les données ci-après intègrent les anciennes communes dans les données avant la fusion en 1977 et 2019.
- Source : DGS - Remarque: 1831 jusqu'à 1981=recensement; depuis 1990=nombre d'habitants chaque 1er janvier[6]